# Groinchurn
Groinchurn war eine südafrikanische Grindcore-Band aus Johannesburg, die im Jahr 1994 gegründet wurde und sich 2001 auflöste.

## Geschichte
Die Band wurde im Jahr 1994 von dem Gitarristen Mark Chapman und dem Schlagzeuger Sergio Christina gegründet. Beide spielten zu dieser Zeit noch in einer Brutal-Death-Metal-Band namens Sepsis. Im März 1994 nahm die Gruppe ihr erstes Demo namens Human Filth auf. Bei den Aufnahmen war der Bassist und Sänger Christo Bester, von der lokalen Death-Metal-Band Desecrator, anwesend. Um das Demo zu bewerben, hielt die Gruppe in einem lokalen Club im Vaal-Dreieck einen Auftritt ab. Durch den Erfolg des Konzerts entschloss sich die Band, weitere Auftritte abzuhalten. Ende 1994 folgte ein zweites Demo unter dem Namen Every Dog Has It's Decay. Mitte 1995 nahm Groinchurn an einer Split-Veröffentlichung teil, worauf noch drei weitere Bands zu hören sind. Der Tonträger erschien bei dem deutschen Label Malodorous Mangled Innards Records und war die erste CD-Veröffentlichung der Band. Ende des Jahres nahm man am südafrikanischen Battle of the Bands teil, wo die Gruppe jedoch den vorletzten Rang belegte. 1996 machte die Band weiter für sich Werbung und war auf einigen Split-Veröffentlichungen und Samplern zu hören. In der zweiten Hälfte des Jahres nahm sie erneut am Battle of the Bands teil, das sie gewann. Durch das Preisgeld war es ihr möglich, besseres Equipment zu kaufen.
Im Dezember 1996 begab sie sich in die Bsharp Studios, in dem sie alle vorherigen und späteren Tonträger aufnahmen, um das selbstfinanzierte Debütalbum Sixtimesnine aufzunehmen, das im Februar 1997 veröffentlicht wurde. Dadurch wurde das deutsche Label Morbid Records auf Groinchurn aufmerksam. Dadurch war es der Band möglich, als Vorband für Krabathor und Sanitys Dawn im September und Oktober 1997 zu spielen. Dies war zudem das erste Mal, dass sie außerhalb Südafrikas spielte. Bis zu diesem Zeitpunkt war es zuvor bisher nur Voice of Destruction möglich, als südafrikanische Metal-Band in Europa zu spielen. Nach der erfolgreichen Tour bot Morbid Records an, das nächste Album Fink zu veröffentlichen, was Mitte 1998 geschah. Anfang 1998 spielte Krabathor zusammen mit Groinchurn in Südafrika. Außerdem spielte auch die australische Band Cryogenic zusammen mit Groinchurn in Südafrika. Für Ende des Jahres war eine Tour durch Europa mit Brutal Truth geplant, die jedoch nicht realisiert werden konnte. Schließlich kehrte die Gruppe im September 1999 nach Europa zurück, um auf einigen Festivals zu spielen. Im Februar und März 2000 wurde das dritte Album Whoami aufgenommen und im selben Jahr veröffentlicht. Danach ging es im April erneut nach Europa, um dort mit Krabathor eine weitere, kurze Europatournee abzuhalten. Nach einem vereinzelten Auftritt in London, begab sich die Band in die USA, um dort ein paar Auftritt in Philadelphia und New York abzuhalten. Danach kehrte die Band nach Südafrika zurück, um dort auf Festivals zu spielen. Daraufhin plante die Band, ihren Sitz nach Europa für sechs Monate zu verlegen, und Morbid Records versuchte ihr eine Heimat in Deutschland zu geben, was jedoch fehlschlug. Schließlich zog man nach Tschechien und erhielt Hilfe von dem Krabathor-Manager Petr Hejtmanek. Die Band kam im April an und hielt drei Touren ab: eine zusammen mit den deutschen Viu Drakh, eine mit Macabre und eine weitere zusammen mit Total Fucking Destruction. Im April 2001 verließ Mark Chapman die Besetzung, woraufhin die Band im Oktober nach Südafrika zurückkehrte und sich auflöste.
2014 fand sich die Band wieder zusammen, um im September zwei Auftritte in Kapstadt und Johannesburg zusammen mit Sepultura abzuhalten.

## Stil
Laut der Bandbiografie auf Facebook ist die Gruppe für das Demo Human Filth durch Bands wie Terrorizer, Napalm Death und Brutal Truth beeinflusst worden. Auf Every Dog Has It's Decay habe man versucht Einflüsse aus dem Death Metal und Hardcore Punk mit zu verarbeiten. Laut Martin Wickler vom Metal Hammer spielt die Band auf Whoami abwechslungsreichen Grindcore, wobei die Definition Grindcore vielleicht schon zu eng gesteckt sei. Die Musik werde durch den Einsatz von Samples aufgelockert.

## Diskografie
- Human Filth (Demo, 1994, Eigenveröffentlichung)
- Every Dog Has It's Decay (Demo, 1994, Eigenveröffentlichung)
- Promo '95 (Demo, 1995, Eigenveröffentlichung)
- Groinchurn / Captain Three Leg (Split mit Captain Three Leg, 1995, Fudgeworthy Records)
- Groinchurn / Mindfart (Split mit Mindfart, 1995, Abnormal Tapes Records)
- Four Ways to Misery (Split mit Nyctophobic, Caesarean Section und Winter of Discontent, 1995, Malodorous Mangled Innards Records)
- Die Stimme seines Herrn (EP, 1996, Icy Illusions Records)
- Grinding Madness Compilation EP (Split mit Agathocles, 1996, Bizarre Leprous Production)
- Groinchurn / Necrose (Split mit Necrose, 1996, Axioma Promotions)
- Toad Lee / Wojczech (Split mit Wojczech, 1996, Pain Art Records)
- Sixtimesnine (Album, 1997, Happy Hamster Records)
- Already Dead (EP, 1998, Happy Hamster Records)
- Sixtimesnine / Dance in Vicious Circle (Split mit Pandemia, 1998, Soundless Productions)
- Surgery for the Dead / I Don't Think So (Split mit Haemorrhage, 1998, Morbid Records)
- Fink (Album, 1998, Morbid Records)
- 3 Way Live Tape (Split mit Unholy Grave und Entrails Massacre, 1999, Tower Violence Records)
- Whoami (Album, 2000, Eigenveröffentlichung)
- The Rise of Brutality / Already Dead (Split mit Krabathor, 2000, Mad Lion Records)
- Grindattack! (Split mit Desecration, 2001, Morbid Records)
- I’s Believe / The Last Embrace (Split mit Warspite, 2001, Xetal Records)
- Kill for the Devil / Musical Holocaust (Split mit Grimness 69, 2001, Ecatombe Produzioni)
- Thuck: Grinding South Africore, the Early Days (Kompilation, 2001, Mad Lion Records)
- Sutek Conspiracy / Groinchurn (Split mit Sutek Conspiracy, 2001, Give & Take Records)
- Groinchurn / Intestinal Infection (Split mit Intestinal Infection, 2002, Noise Variations Records)
- Hellblazer / Groinchurn (Split mit Hellblazer, 2003, Give & Take Records)